# Algimantas Zaremba
Algimantas Zaremba (* 5. August 1954 in Skuodas) ist ein litauischer Manager und Politiker.

## Leben
1985 absolvierte er das Diplomstudium an der Fakultät für Mathematik der Vilniaus universitetas. Von 1996 bis 1999 war er stellv. Direktor für Wirtschaft und Finanzen der AB „Būtingės nafta“, von 1999 bis 2000 Oberspezialist in der Verwaltung von Palanga, von 2000 bis 2009 Leiter der Unterabteilung, Direktor der Energiewirtschaftsabteilung im Wirtschaftsministerium Litauens; Vorstandsvorsitzende von „Vilniaus energija“. Von 2011 bis 2013 war er Mitglied im Stadtrat Vilnius und von Januar 2013 bis Februar 2013 war er Vizeminister im Energieministerium Litauens, Stellvertreter von Minister Jaroslavas Neverovičius (* 1976).
Er ist Mitglied von Darbo partija.